# 齊斯特斯多夫
齊斯特斯多夫是奧地利的城鎮，位於該國東北部，由下奧地利州負責管轄，面積8.75平方公里，海拔高度199米，鎮上的城堡建於1,278年，2017年人口5,354。

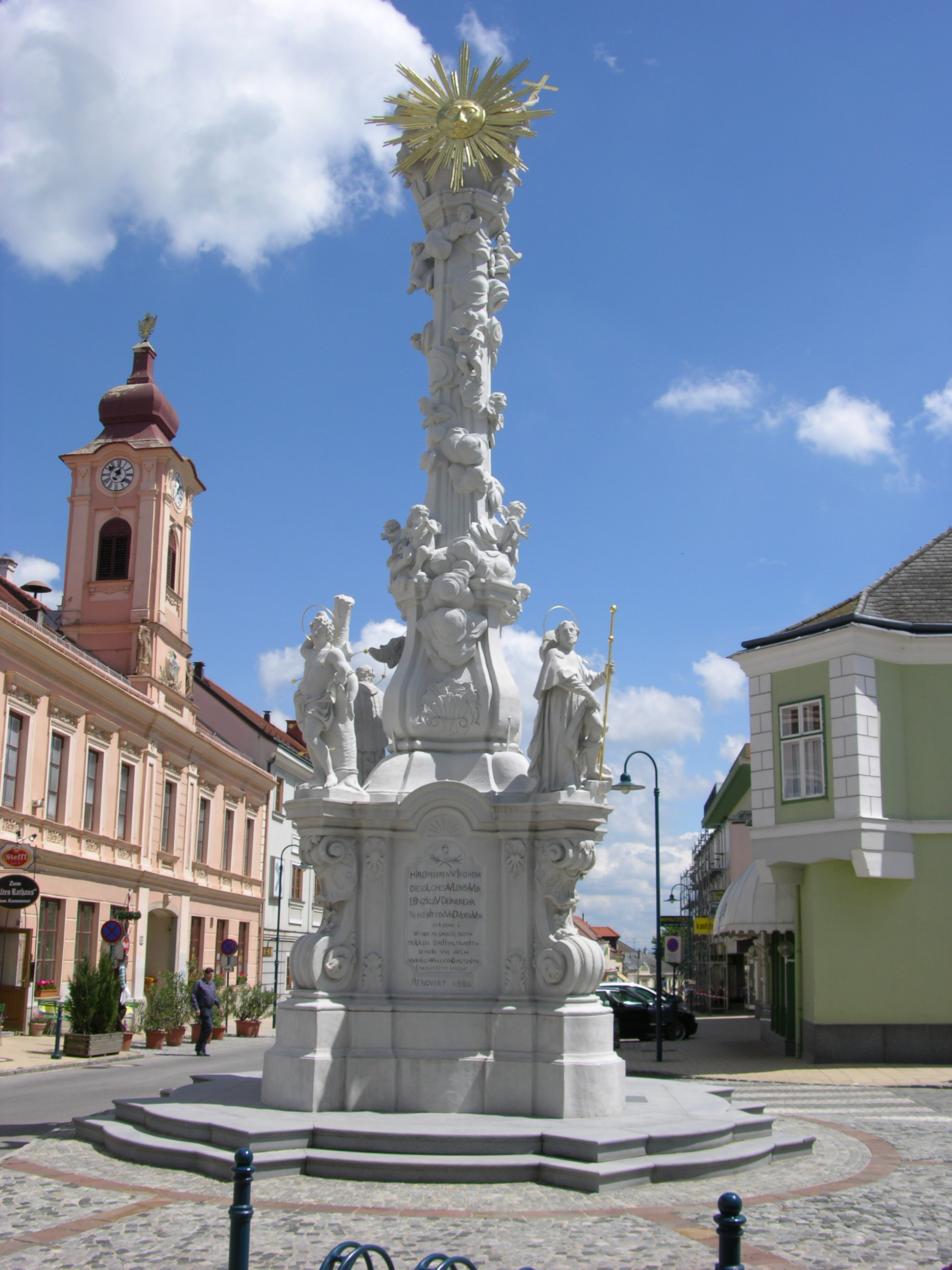